# Pallor mortis
Pallor mortis ("palidez de la muerte" en latín), también conocido como palidez cadavérica, es la palidez post mortem, que aparece casi instantáneamente por ausencia de circulación sanguínea a nivel de los vasos cutáneos. Esto le confiere a la piel y a las mucosas una palidez cérea característica.
Al aparecer entre 15 y 20 minutos después de la muerte, su utilidad para determinar el momento de la muerte es muy baja.
Pallor mortis resulta del colapso de la circulación capilar en todo el cuerpo. La gravedad hace que la sangre se hunda hacia las partes inferiores del cuerpo, creando livor mortis.